# 迟伟庭
迟伟庭（？—20世纪？）籍贯不详。中华民国山西省政治人物。

## 生平
1937年10月15日，晋北自治政府成立，马永魁、迟伟庭、古希尧、文画君（后改为王守信）任委员。1937年10月20日，晋北治安维持会成立，夏恭任委员长，马永魁、文画君、崔效骞、迟伟庭等任委员。